# 2019 en radio
Cet article est une chronologie thématique, pour des articles plus généraux, voir Histoire de la radio et Radiodiffusion.
Cet article concerne uniquement les stations de radio, ne prenant en compte ni les webradios ni les podcasts.
Pour ce qui concerne spécifiquement la France, voir 2019 en radio en France.
Pour ce qui concerne spécifiquement le Royaume-Uni, voir [[:2019 en radio au Royaume-Uni (en)]].
| Années de la radio : 2016 - 2017 - 2018 - 2019 - 2020 - 2021 - 2022    |
| Décennies de la radio : 1980 - 1990 - 2000 - 2010 - 2020 - 2030 - 2040 |

Cet article a pour but de présenter de façon synthétique toute l'année 2019 en radio, et cela pour tous les pays du monde. On ne retiendra en général que l'actualité des radios de caractère national ou international, afin de ne pas se perdre dans les détails des radios locales.

## Stations de radio dans le monde

### Créations en 2019
- Juillet 2019 : lancement de RTBF Mix en DAB+ pour le Nord de la Belgique, en remplacement de RTBF International qui fonctionnait encore par internet[1].
- Septembre 2019 : au Nigéria, l'Institut international d'agriculture tropicale crée sa radio de façon à vulgariser les résultats de ses travaux[2].
- Septembre 2019 : en Belgique, Viva+, accessibles en DAB+, est une nouvelle radio de la RTBF qui propose les succès populaires des années 1960 et 1970[3].
- Septembre 2019 : en Belgique, Jam, accessible en DAB+, est une nouvelle radio de la RTBF intégralement consacrée aux musiques alternatives[3].

### Disparition en 2019
- Juillet 2019 : DH Radio n'est pas renouvelée dans le nouveau plan de fréquences belge, le réseau U2 étant attribué à la chaîne d'information LN24[4].
- Août 2019 : Mint, disparue de la bande FM en 2008 à la suite du plan de fréquence décidé par le Conseil supérieur de l'audiovisuel en Belgique, cesse d'émettre en streaming[5].

## Rencontres internationales en 2019
- 15 janvier : pour les 70 ans de l'association suisse Radio Réveil, est ouvert à Lomé (Togo) un séminaire de formation pour les radios chrétiennes d'Afrique francophone[6].
- 15 février : le 10e atelier radiophonique romand qui se tient à Neuchâtel, en Suisse, a pour thème « À l'écoute du public »[7].
- du 12 au 15 mars : Abidjan accueille la première édition de la Foire internationale des radios et télévisions[8].
- 30 mars : le GRER tient un séminaire sur la place des femmes dans le média radio à l'université Paris I Panthéon Sorbonne[9].
- du 31 mars au 2 avril : la 10e édition des Radiodays Europe a lieu à Lausanne, en Suisse[10].
- du 13 au 17 septembre : l'IBC (International Broadcasting Convention) a lieu au RAI Amsterdam, lequel attire chaque année plus de 50 000 visiteurs de 170 pays[11].
- du 28 octobre au 22 novembre : la Conférence mondiale des radiocommunications se tient à Charm el-cheikh, en Égypte[12].
- 5 et 6 novembre : le WorldDAB tient son Assemblée générale à Bruxelles[13],[14].
- du 21 au 23 novembre : le GRER organise, à l'IUT de Tours, un colloque sur le thème de la mobilité de la radio, dans le cadre des études sur ses mutations numériques[15].

## Considérations techniques et progrès en 2019
- 30 juin : selon le rapport du WorldDAB, plus de 82 millions de récepteurs DAB/DAB+ ont été vendus en Europe et Asie-Pacifique, contre 71 millions un an plus tôt[16].
- 22 juillet : le CSA belge a publié pour la première fois des autorisations DAB+ pour les neuf prochaines années, norme qui devrait à terme remplacer l'analogique[17].
- Fin d'année : l'étendue de la couverture du réseau DAB/DAB+ atteint plus de 95 % en Norvège, Suisse, Danemark, Allemagne, Royaume-Uni, Pays-Bas et Belgique[18].

## Nominations aux postes-clés et départs en 2019
- 1er janvier : Tony Hall et Delphine Ernotte remplacent respectivement Paul Philippot et Monica Maggioni à la présidence et à la vice-présidence de l'UER[19].

## Prix en 2019
- Konnie Touré, animatrice sur Vibe Radio, en Côte d'Ivoire, remporte le Life choice Awards (catégorie médias) en août 2019, pour sa popularité dans la culture urbaine ivoirienne[20].
- Françoise Wallemacq, de la RTBF, est la lauréate du 56e prix du journalisme radio décerné en décembre 2019 par Les Médias francophones publics (MFP)[21].

## Anniversaires en 2019
- 1er janvier : au Canada, la radio s'apprête à célébrer son 100e anniversaire, Montréal ayant été la première ville au monde à posséder une vraie station de radio en 1919[22].
- 13 février : la 8e édition de la Journée mondiale de la radio encourage les décideurs à développer l'accès à l'information par le biais de la radio[23].
- 30 novembre : Nostalgie Belgique célèbre ses 30 ans et crée l'événement en remettant la New beat au goût du jour avec Plastic Bertrand[24].

## Décès en 2019
- Andrew Orr, cofondateur en 1981 de Radio Nova, et réalisateur de plusieurs créations radiophoniques, est mort d'un cancer le 17 janvier 2019[25].
- Raffaele Pisu, acteur et réalisateur italien, animateur populaire d'émissions de radio de variétés, est mort à Castel San Pietro Terme le 31 juillet 2019 à l'âge de 94 ans[26].
- Cokie Roberts, journaliste et analyste politique américaine pour la National Public Radio, est morte d'un cancer du sein le 17 septembre 2019 à l'âge de 75 ans[27].
- Colette Jean, animatrice sur la RTS durant près de quarante ans, est morte le 16 octobre 2019 à l'âge de 100 ans[28].
- Michel Nihoul, homme d'affaires et animateur de radio belge, est mort à Zeebruges le 23 octobre 2019 à l'âge de 78 ans[29].

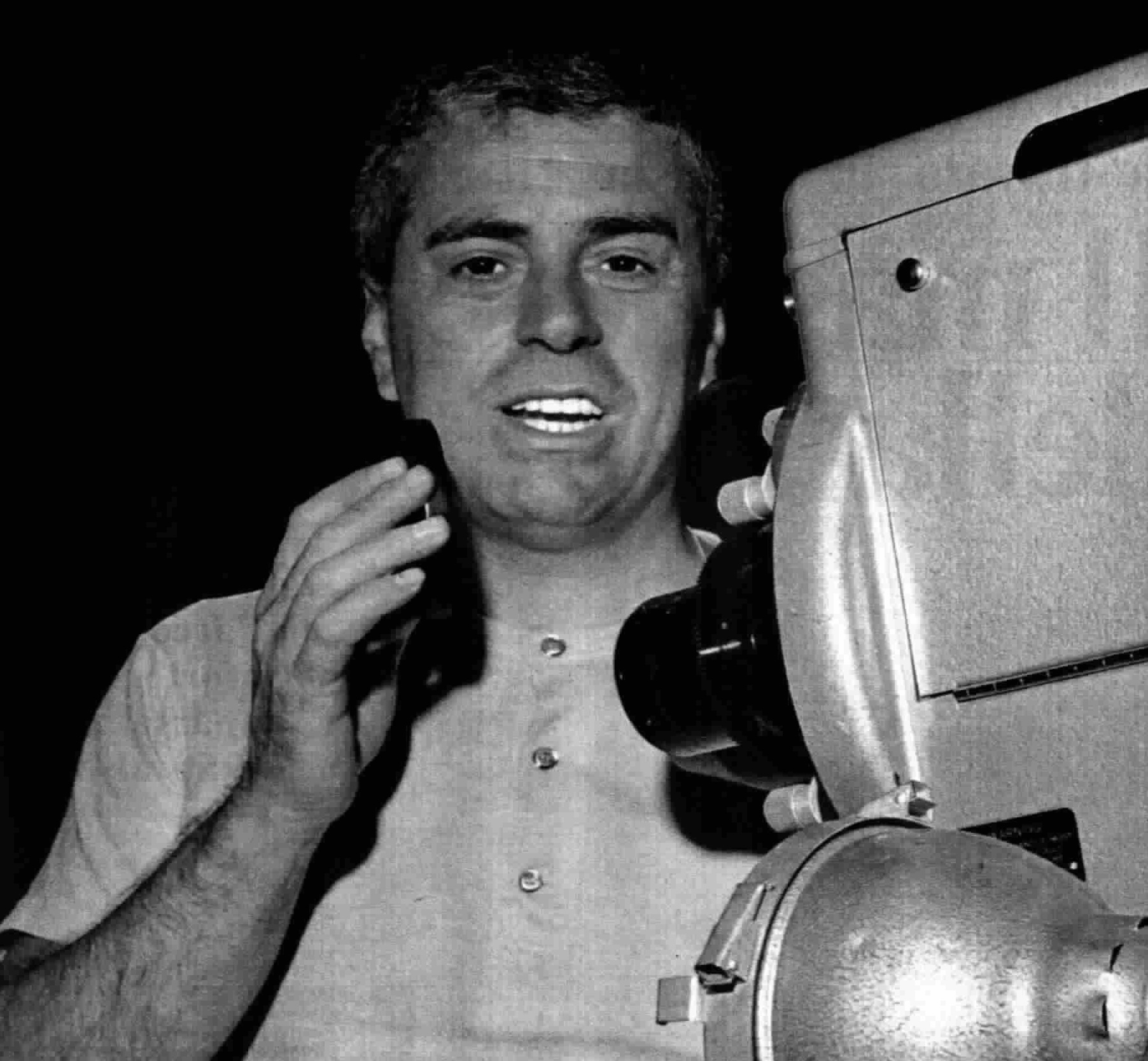
Raffaele Pisu en 1968.
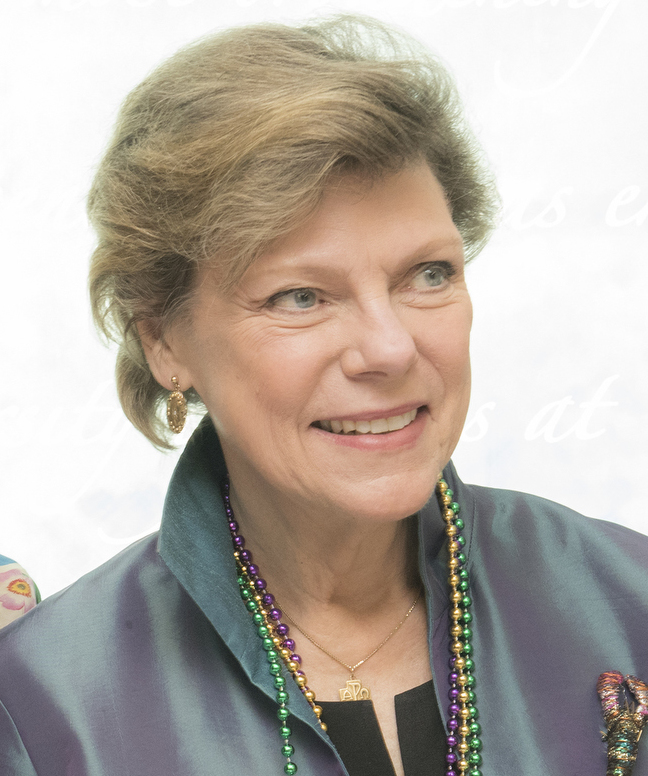
Cokie Roberts en 2017.